# Robert Gill
Robert Gill (* 19. Juli 1916 in Ashford, Kent; † 16. April 1955 in Hammersmith, London) war ein britischer Komponist. Er schuf einige musikalische Werke für das britische Kino der 1950er Jahre. Darunter Kompositionen für Filme wie Achtung! Kairo... Opiumschmuggler, Wenn das Herz spricht oder Abenteuer in Algier.

## Leben und Karriere
Robert Gill wurde 1916 in Ashford in der Grafschaft Kent geboren. Seine erste musikalische Arbeit Sinister Street No. 1 entstand noch unter dem Pseudonym Peter Franklyn. Ende der 1940er Jahre kommentierte er dann mit Fachartikeln die Musik des Komponisten-Kollegen Benjamin Frankel in Musikzeitschriften wie dem Monthly Musical Record oder in der von der BBC herausgegebenen Zeitschrift The Listener unter seinem eigenen Namen. 1950 komponierte er für den Regisseur David MacDonald seinen ersten eigenen Filmscore für die große Leinwand zu dem Kriminalfilm Achtung! Kairo... Opiumschmuggler mit Eric Portman und Laurence Harvey in den Hauptrollen. Es folgten 1952 weitere filmmusikalische Arbeiten für Regisseure wie Leslie Arliss’ romantischem Drama The Woman’s Angle, Compton Bennetts Wenn das Herz spricht mit Maria Schell und Marius Goring oder Victor Savilles Filmdrama Affair in Monte Carlo in der Besetzung Merle Oberon, Richard Todd und Leo Genn. Im Jahr darauf komponierte er die Musik für Jack Lees Abenteuer in Algier mit Van Heflin und Wanda Hendrix. Es folgten weitere Kompositionen für Filme wie Valley of Song oder The Good Beginning von Regisseur Gilbert Gunn. Seine letzte Musik für einen Kinofilm schrieb er 1954 für Lewis Milestones prominent besetztem Kriegsdrama mit Dirk Bogarde, Denholm Elliott und Akim Tamiroff.
Neben seiner Tätigkeit für den Film arbeitete er zuletzt auch für die Fernsehserie Rheingold Theatre, wo er die Musik zu drei Episoden beisteuerte.
Robert Gill verstarb dann am 16. April 1955 bereits 38-jährig im Londoner Stadtteil Hammersmith.

## Filmografie (Auswahl)

### Kino
- 1950: Achtung! Kairo... Opiumschmuggler (Cairo Road)
- 1952: Wenn das Herz spricht (So Little Time)
- 1952: The Woman’s Angle
- 1952: Affair in Monte Carlo
- 1953: Abenteuer in Algier (South of Algiers)
- 1953: Valley of Song
- 1953: The Good Beginning
- 1954: They Who Dare

### Fernsehen
- 1954: Rheingold Theatre (Fernsehserie, 3 Episoden)